# 855
El 855 (DCCCLV) fou un any comú començat en dimarts del calendari julià.

## Esdeveniments
- Es comencen a marcar els cavalls amb ferro calent.

## Necrològiques
- 20 de novembre, Constantinoble: Teoctist, eunuc i alt funcionari de l'Imperi Romà d'Orient.
- Abu-Hafs Úmar ibn Xuayb al-Bal·lutí. Líder musulmà i emir de Creta.